# 다무라 소키
다무라 소키(일본어: 田村 蒼生, 2002년 4월 20일~)는 일본의 축구 선수이다.

## 구단 경력
2025년 J1리그의 쇼난 벨마레에 입단하였다.

## 국가대표팀 경력
그는 2019년 FIFA U-17 월드컵에 참가할 일본 U-17 국가대표팀에 발탁되었으며, 4경기에 출전했다.